# Slatiňany
Slatiňany település Csehországban, a Chrudimi járásban. Slatiňany Svídnice, Rabštejnská Lhota, Chrudim, Orel, Lukavice és Licibořice településekkel határos. Lakosainak száma 4221 fő (2024. január 1.).

## Népesség
A település lakosságának változását az alábbi diagram mutatja:
| Lakosok száma | 1966 | 2476 | 2844 | 3355 | 3929 | 3973 | 4206 | 4187 | 4102 | 4221 |
|               | 1869 | 1890 | 1921 | 1950 | 1980 | 2001 | 2017 | 2019 | 2022 | 2024 |